# Varanasi (Division)
Die Division Varanasi ist eine Division im Osten des indischen Bundesstaat Uttar Pradesh. Der Verwaltungssitz befindet sich in der Stadt Varanasi. Das Gebiet der Division basiert lose auf dem einstigen Fürstenstaat Benares.

## Distrikte
Die Division Varanasi gliedert sich in vier Distrikte:
| Distrikt  | Verwaltungssitz | Fläche in km² | Einwohner (2011) | Ew./km² |
| --------- | --------------- | ------------- | ---------------- | ------- |
| Varanasi  | Varanasi        | 1.535         | 3.676.841        | 2.395   |
| Chandauli | Chandauli       | 2.541         | 1.952.756        | 768     |
| Ghazipur  | Ghazipur        | 3.377         | 3.620.268        | 1.072   |
| Jaunpur   | Jaunpur         | 4.038         | 4.494.204        | 1.113   |